# Cephalotes wheeleri
Cephalotes wheeleri é uma espécie de inseto do gênero Cephalotes, pertencente à família Formicidae.